# هایسویل (کارولینای شمالی)
هایسویل (به انگلیسی: Hayesville) شهری در ایالت کارولینای شمالی کشور ایالات متحده آمریکا است که جمعیت آن در سرشماری سال ۲۰۱۰ میلادی، ۳۱۱ نفر بوده‌است.